# Birra Moretti
Pour les articles homonymes, voir Moretti.
 (août 2023).

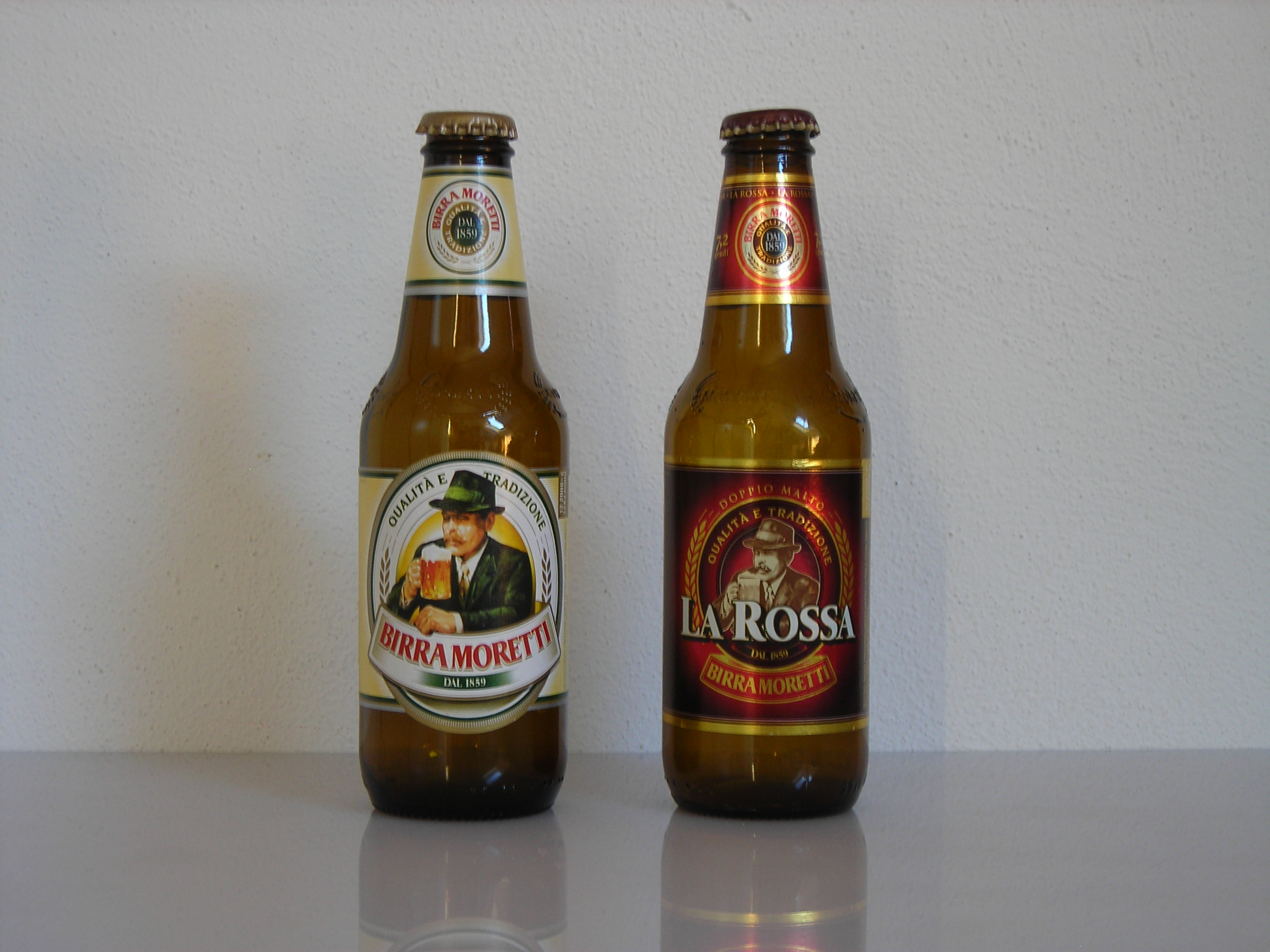
Deux bouteilles de bière Moretti, La birra tradizionale et La Rossa.

Birra Moretti est une marque de bière connue en Italie. L'entreprise du même nom a été fondée en  1859 à Udine par Luigi Moretti. En 1996, elle a été reprise par la société néerlandaise Heineken.
Elle est célèbre en Italie pour son étiquette (datant de 1942 et dessinée par le professore Segala) représentant un homme moustachu portant un chapeau et une veste typiques d'Udine. On le surnomme familièrement Baffo d'oro, « Moustaches d'or ».

## Histoire

### Histoire de la marque
L’usine fut fondée en 1859 par Luigi Moretti à Udine (alors dans l'Empire austro-hongrois), sous le nom de Fabbrica di Birra e Ghiaccio, « Fabrique de bière et de glace ». La première bouteille arriva sur le marché en 1860. À ses débuts, la production et la consommation de bière en Italie étaient assez faibles. La production initiale annuelle était de 2500 hectolitres, ce qui suffisait à satisfaire le marché régional. La marque resta propriété de la famille Moretti jusqu’en 1989, après quoi elle fut vendue à différentes sociétés de bière, avant d'être finalement reprise par Heineken en 1996. En 1992, l’usine primitive d'Udine est fermée et la production est transférée à San Giorgio di Nogaro, toujours dans la région Frioul-Vénétie-Julienne.
En 2015, six nouveaux produits ont été lancés sur le marché : deux nouveaux radler, à savoir la Birra Moretti Radler Gazzosa et Birra Moretti Radler Chinotto ainsi que six bières de tradition gastronomique dédiées à des régions italiennes : Birra Moretti alla Friulana, Birra Moretti alla Siciliana, Birra Moretti alla Piemontese, Birra Moretti alla Toscana, Birra Moretti alla Pugliese et Birra Moretti alla Lucana.

### Histoire officielle duBaffo Moretti

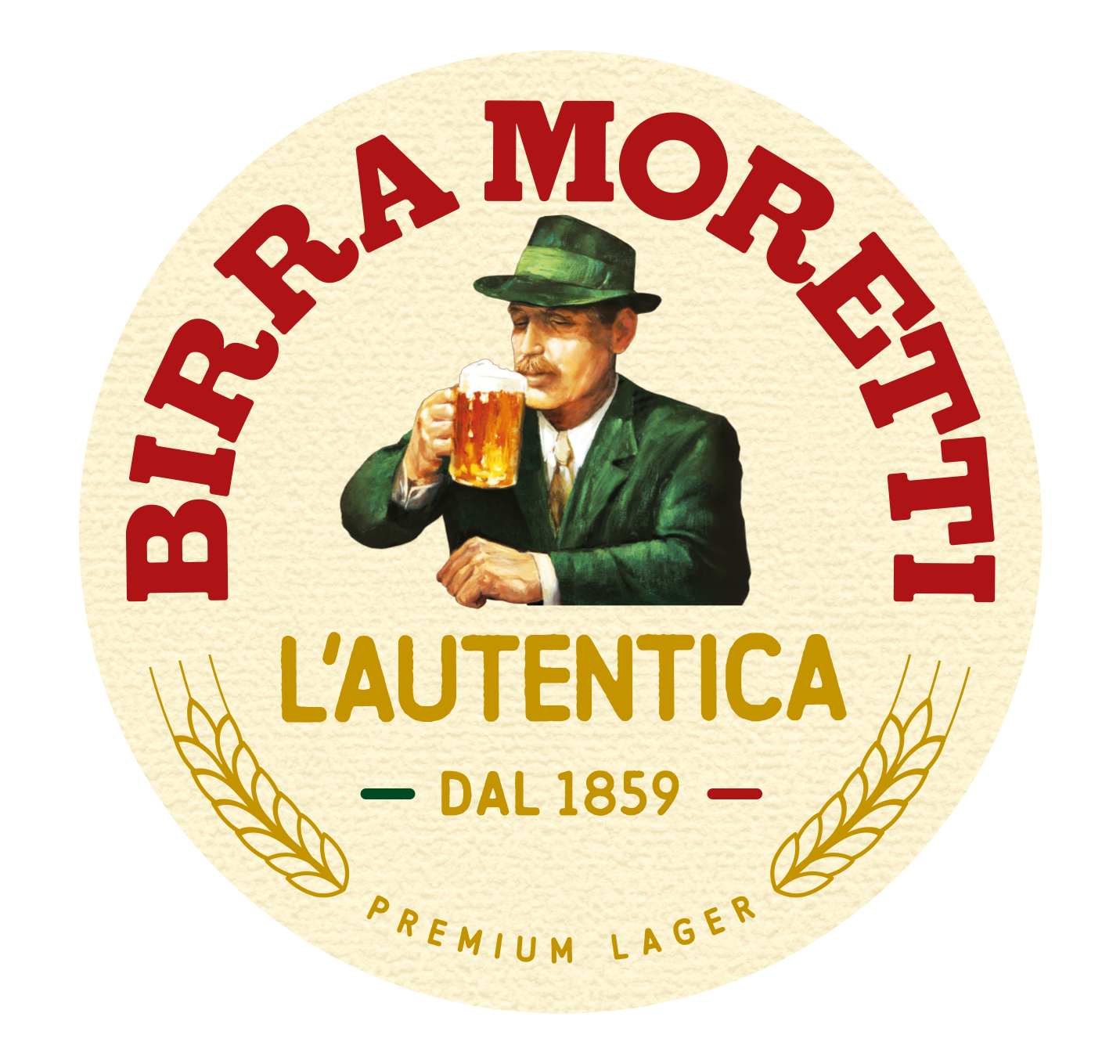
Logo de Birra Moretti, avec le Baffo (« le moustachu »)

Sur le site officiel de l’usine, on raconte qu'en 1942, Lao Menazzi Moretti, alors directeur de la société, vit un vieux monsieur moustachu (italien: baffo) assis à une table  d’un restaurant historique nommé Boschetti à Tricesimo (dans la province d’Udine). Pensant que cet homme pourrait bien représenter sa bière, Moretti lui demanda la permission de le photographier et lui demande ce qu'il voudrait en échange. À quoi le client lui répondit en frioulan:  « Offre-moi à boire, ça me suffira ». La photographie fut ensuite remise à l’illustrateur Franca Segala, qui s'en inspira pour dessiner le logo.

### La véritable histoire
Cependant, cette photo fut plutôt  prise en 1939 par la photographe allemande Erika Groth-Schmachtenberger (de) (1906-1999), connue pour son intérêt pour les sujets de personnages de la vie locale. Ainsi de cette photo qui fixe le portrait d'un paysan du Tyrol, dans le village de Thaur, aux environs d’Innsbruck, buvant une bière, et que la maison Moretti aurait reprise, passant outre aux droits d'image de son auteur.
C'est en 1956 seulement, alors qu'elle arrive en Italie en voiture par le vallon de Tarvisio, que la photographe voit un panneau publicitaire de Moretti et découvre que sa photo a été utilisée sans autorisation pour des campagnes publicitaires. À la suite de quoi elle aurait entrepris une action en justice. Il est aujourd'hui avéré que la photo est bien due à la photographe allemande, qui a republié l'original dans un livre paru en 1984 intitulé Meine liebsten Fotos (« Mes photos préférées »), en l'accompagnant d'un autre cliché inédit du Baffo, endormi sur un banc de l'auberge tyrolienne, à côté de son chapeau et de sa pipe,.

## Types de bière
Aujourd'hui, la bière Moretti se décline en plus d'une quinzaine de types.
- Birra Moretti Recette Originale : bière blonde de type lager ayant un titre alcoométrique égal à 4,6 % vol.
- Birra Moretti Baffo D'Oro :  bière de ferment,ation basse, produite en utilisant des malts italiens. Titre alcoométrique égal à 4,8 % vol.
- Birra Moretti Grand Cru :  bière fermentée en bouteille de couleur jaune à ambre. Elle est produite en Belgique par la brasserie Affligem.
- Birra Moretti Doppio Malto :  bière Ale blonde, de couleur dorée, ayant un titre alcoométrique égal à 7 % vol.
- Birra Moretti La Bianca :  bière weiss, de fermentation haute, couleur dorée, ayant un titre alcoométrique égal à 5 % vol.
- Birra Moretti La Rossa :  bière forte au malt de couleur ambrée foncé, ayant un titre alcoométrique égal à 7,2 % vol.
- Birra Moretti Radler Limone :  bière radler de basse fermentation, jaune paille. Elle est produite en employant uniquement des citrons siciliens. Titre alcoométrique égal à 2 % vol.
- Birra Moretti Radler Chinotto :  bière radler de basse fermentation, ambrée. Contient des chinottes provenant de Savone. Titre alcoométrique égal à 2 % vol.
- Birra Moretti Radler Gazzosa :  bière radler de basse fermentation, jaune paille. Contient des citrons calabrais. Titre alcoométrique égal à 2 % vol.
- Birra Moretti alla Friulana :  bière radler de basse fermentation, jaune paille. Contient des pommes Reinettes du Frioul-Vénétie-Julienne. Titre alcoométrique égal à 5,9 % vol.
- Birra Moretti alla Siciliana :  bière lager, produite en utilisant des fleurs de zagara (oranger) provenant de Sicile. Titre alcoométrique égal à 5,8 % vol.
- Birra Moretti alla Piemontese :  bière lager de couleur ambrée. Cette bière est caractérisée par la présence de myrtille et de riz “Sant'Andrea” provenant du Piémont. Titre alcoométrique égal à 5,5 % vol.
- Birra Moretti alla Toscana :  bière lager avec de tons miel. Cette bière est produite en employant de l'orge cultivé en Toscane.Titre alcoométrique égal à 5,5 % vol.
- Birra Moretti alla Pugliese :  bière lager d’une couleur jaune doré, produite avec de la figue de Barbarie et du blé brûlé. Titre alcoométrique égal à 5,6 % vol.
- Birra Moretti alla Lucana :  bière lager, de couleur ambrée. Elle est produite en utilisant du laurier et de l'orge malté Lucain. Titre alcoométrique égal à 5,8 % vol.[28].
- Birra Moretti Zero :  bière lager sans alcool.
- Birra Moretti Filtrata a Freddo :  bière filtrée à -1 degré, de couleur jaune paille, limpide et cristalline.

## Birra Moretti et le football

### Sponsoring: le Trophée Birra Moretti

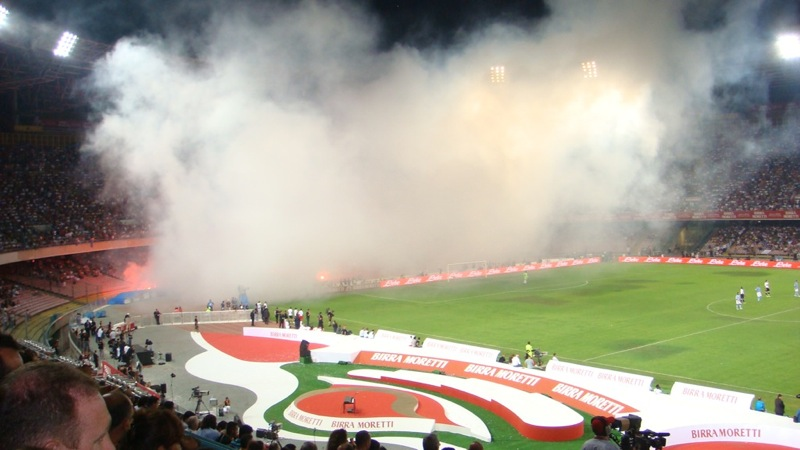
Trophée Birra Moretti à Naples en 2008.

Entre 1997 et 2008 la Bière Moretti a été le sponsor du Trophée Birra Moretti, un tournoi de football sur invitation, joué pendant l’été. Les trois premières éditions ont eu lieu à Udine, la ville où a été fondée la Birra Moretti. Le tournoi se déroulait entre trois équipes qui jouaient des matchs de 45 minutes l’une contre l’autre.  
Après les trois premières éditions, le tournoi s’est déplacé dans un premier temps à Bari (Stade San Nicola), puis entre 2005 et 2008 à Naples (Stade San Paolo). Au total, il y a eu douze éditions.

### Le Stadio Moretti
À Udine, jusqu’à la fin des années 80, s'élevait le Stade Moretti, construit près des usines de la marque et propriété de la société, avant qu'il ne soit racheté par la municipalité de Udine. Il a été le stade historique du club de l'Udinese Calcio. On y trouvait aussi aussi une piste en gravier pour pratiquer le speedway. Ce stade a été mis hors service et démoli en 1988. À sa place on a développé un parc public appelé « Parc Alfredo Foni », du nom d'un des grands joueurs de l’Udine Calcio. Toutefois, en 2011, ce parc a été rebaptisé « Parc Moretti » par la municipalité, du fait que « toute la population d'Udine et du Frioul s'identifie et continue d'appeler "Parco Moretti" ce lieu qui a été le symbole de plusieurs générations de rêves sportifs et de héros frioulans. »

## Heineken et Birra Moretti
Heineken est arrivé en Italie en 1974, avec l’acquisition de Birra Dreher S.p.A., une entreprise d’origine autrichienne qui avait un centre de production à Trieste. Le 26 février 1996, Heineken acheta Birra Moretti S.p.A., qui atteint sa taille actuelle. En 2023, Heineken Italie occupe environ 2000 personnes, possède quatre sites de production, à Pollein (AO), Massafra (TA), Comun Nuovo (BG), Assemini (CA) qui produisent 7,1 millions d'hectolitres de bière, ce qui représente 32% du marché italien. En 2011, elle avait réalisé un chiffres d’affaires de 876.8 millions d’euros.[Passage à actualiser]

## Processus de production de la Birra Moretti
Le processus de production comprend plusieurs étapes. Tout commence avec le choix des matières premières. En effet, c’est la qualité des ingrédients qui va déterminer la création d’une bonne bière. Au début, l’orge mélangé avec l’eau commence à germer et devient le malt. Ensuite, par le séchage la germination du malt s’arrête et l’humidité se réduit jusqu’à 5 %. C’est le moment de la torréfaction qui détermine la couleur et l’arôme de la bière. Pour finir, le malt est moulu en farine.
De l’union de la farine de malt et de l’eau résulte le moût, qui est cuit à 100 °C en ajoutant à plusieurs reprises du houblon. Après le refroidissement du moût dans la cuve de fermentation, on ajoute la levure. La bière est prête, elle doit être seulement se reposer, tout en devenant de plus en plus limpide. Elle est finalement filtrée pour éliminer les résidus de levures.